# Mathilda Twomey
Mathilda Twomey (nhũ danh Butler-Payette)  là một luật sư và học giả Seychelle. Cô là nữ thẩm phán đầu tiên trong lịch sử Seychelles và cũng là người phụ nữ đầu tiên được bổ nhiệm làm Chánh án Tòa án Tối cao Seychelles.

## Giáo dục và tuổi trẻ
Twomey được sinh ra ở Mahé, Seychelles. Cô có bằng luật pháp của Đại học Paris-Sud, Pháp; và cũng có bằng Cử nhân Nghệ thuật về Luật Anh và Pháp mà cô có được từ Đại học Kent, Canterbury, Vương quốc Anh. Cô được kết nạp làm Thành viên của Đoàn luật sư tại Middle Temple, London và là một luật sư tại Seychelles năm 1987. Cô có bằng thạc sĩ về Luật công của Đại học Quốc gia Ireland; và vào năm 2015, cô đã hoàn thành bằng tiến sĩ từ cũng ở trường này.

## Nghề nghiệp
Năm 1987, Twomey bắt đầu thực hành luật với tư cách luật sư tại Trung tâm Luật Ocean Gate. Cô cũng đã làm việc trong Phòng Tổng chưởng lý và là một luật sư trực tại các phòng xử. Bà là một trong những thành viên được lựa chọn của Ủy ban Hiến pháp, đóng vai trò soạn thảo Hiến pháp của nền Cộng hòa thứ ba trong giai đoạn 1992-1993. Năm 1996, cô cũng làm việc như một điều phối viên khu vực cho bệnh đa xơ cứng Ireland, khi chuyển đến Ireland vào năm 1995.
Vào ngày 13 tháng 4 năm 2011, cô trở thành nữ thẩm phán đầu tiên ở Seychelles sau khi cô tuyên thệ với tư cách là một thẩm phán không thường trú; và vào ngày 18 tháng 8 năm 2015, cô cũng trở thành người phụ nữ đầu tiên được bổ nhiệm làm Chánh án Tòa án Tối cao Seychelles sau khi cô tuyên thệ tại Tòa nhà bang, Victoria, kế vị Frederick Egonda-Ntende.

## Sách đã xuất bản
- Legal Métissage in a Micro-Jurisdiction: The Mixing of Common Law and Civilian Law in Seychelles(2017) [12]